# زادونایفسکی
زادونایفسکی (به لاتین: Zadunayevsky) یک منطقهٔ مسکونی در روسیه است که در آدیغیه واقع شده‌است.